# Kuligów (gromada)
Kuligów (do 30 XII 1961 Józefów) – dawna gromada, czyli najmniejsza jednostka podziału terytorialnego Polskiej Rzeczypospolitej Ludowej w latach 1954–1972.
Gromady, z gromadzkimi radami narodowymi (GRN) jako organami władzy najniższego stopnia na wsi, funkcjonowały od reformy reorganizującej administrację wiejską przeprowadzonej jesienią 1954 do momentu ich zniesienia z dniem 1 stycznia 1973, tym samym wypierając organizację gminną w latach 1954–1972.
Gromadę Kuligów z siedzibą GRN w Kuligowie utworzono 31 grudnia 1961 w powiecie wołomińskim w woj. warszawskim w związku z przeniesieniem siedziby GRN gromady Józefów z Józefowa do Kuligowa i zmianą nazwy jednostki na gromada Kuligów; równocześnie, do nowo utworzonej gromady Kuligów włączono obszar zniesionej gromady Załubice Stare w tymże powiecie.
31 grudnia 1962 z gromady Kuligów wyłączono wieś Marianów, włączając ją do gromady Dąbrówka w tymże powiecie.
1 stycznia 1969 z gromady Kuligów wyłączono część obszaru wsi Arciechów o powierzchni 16,24 ha, włączając ją do gromady Serock w powiecie nowodworskim w tymże województwie; do gromady Kuligów przyłączono natomiast wieś Popielarze z owej gromady Serock w powiecie nowodworskim w tymże województwie.
Gromada przetrwała do końca 1972 roku, czyli do kolejnej reformy gminnej.